# Bosjön, Medelpad
Bosjön är en sjö i Ånge kommun i Medelpad och ingår i Ljungans huvudavrinningsområde. Sjön är 9,9 meter djup, har en yta på 0,0839 kvadratkilometer och är belägen 107 meter över havet.

## Delavrinningsområde
Bosjön ingår i det delavrinningsområde (693448-151557) som SMHI kallar för Utloppet av Glappsjön. Medelhöjden är 152 meter över havet och ytan är 10,66 kvadratkilometer. Det finns inga avrinningsområden uppströms utan avrinningsområdet är högsta punkten. Vattendraget som avvattnar avrinningsområdet har biflödesordning 3, vilket innebär att vattnet flödar genom totalt 3 vattendrag innan det når havet efter 84 kilometer. Avrinningsområdet består mestadels av skog (65 procent) och öppen mark (19 procent). Avrinningsområdet har 0,66 kvadratkilometer vattenytor vilket ger det en sjöprocent på 6,2 procent.